# 美洲玻利瓦爾聯盟
为了我们美洲人民玻利瓦尔联盟—人民贸易条约（西班牙語：Alianza Bolivariana para los Pueblos de Nuestra América - Tratado de Comercio de los Pueblos，缩写为ALBA），简称美洲玻利瓦爾聯盟，是拉丁美洲及加勒比地區的一個經濟及戰略同盟，此同盟由反美強人委內瑞拉總統烏戈·查維茲所推動，目的是對抗美洲自由貿易區。

## 历史
其前身是古巴-委內瑞拉協議。目前同盟共有10個正式成員。洪都拉斯因2009年洪都拉斯军事政变于2010年1月正式退出。厄瓜多尔于2018年8月宣布退出。玻利維亞於2019年玻利維亞政治危機中組成的臨時政府宣布退出，不久後玻利維亞重新加入。